# 牛部
牛部（ぎゅうぶ）は、漢字を部首により分類したグループの一つ。
康熙字典214部首では93番目に置かれる（4画の33番目、巳集の9番目）。

## 概要
牛の字はウシを意味する。
『説文解字』ではウシの二つの角、頭、肩、尾の象形とするが、甲骨文字を見ると、ウシの頭部のみの象形である。
ウシは中国において古くから飼育された家畜であり、六畜（馬・牛・羊・鶏・犬・豚）の一つに挙げられている。家畜であるウシはその肉が食用され、乳が飲用される他、農耕や運搬のための労働力としても利用されてきた。また古くから祭祀の生贄として用いられ、その血や肉が神や祖霊に捧げられてきた（これを犠牲という）。このように牛は身近な動物であり、その形に象る独自の字を持ち、部首ともなっている。
偏旁の意符としてはウシやウシに類似した動物に関することを示し、またウシは家畜として農耕牧畜や祭祀の生贄（犠牲）に用いられたので、そのようなことに関することも示している。
単独あるいは漢字の下に来る場合の「牛」は、下の横画を3画目、貫く縦画を4画目（最終画）とするのに対し、偏に来る場合の「牜」はそれと比べると3画目と4画目が逆転する。
牛部は上記のような偏旁を構成要素にもつ漢字を収める。
なお牛部の漢字ではないが「牛」を構成要素に持つ「告」について康熙字典では篆書に基づき縦棒が下に貫く字形としているが、日本の新字体や中国の新字形では筆記体により貫かない字形に改めている。

## 部首の通称
- 日本：うし・うしへん
- 中国：牛字旁・牛字底
- 韓国：소우부（so u bu、ウシの牛部）• 소우변 (so u byeon、ウシの牛偏)
- 英米：Radical cow

## 部首字
牛
- 中古音
  - 広韻 - 語求切、尤韻、平声
  - 詩韻 - 尤韻、平声
  - 三十六字母 - 疑母
- 現代音
  - 普通話 - 拼音: niú 注音: ㄋㄧㄡˊ ウェード式：niu 2
  - 広東語 - 粤拼: ngau4 イェール式: nguh4
- 日本語 - 音：ギウ（ギュウ）（漢音）・ゴ（呉音） 訓：うし
- 朝鮮語 - 音：우(u) 訓：소（so、うし）

## 例字
- 牛、牜
- 2: 牝・3: 牡・4: 物・牧・5: 牲・6: 特・15: 犠
- 3: 牢・7: 牽・8: 犀・犂